# Vladimir Daniljuk
Volodymyr Oleksandrovyč Daniljuk (in ucraino Володимир Олександрович Данилюк?, in russo Владимир Александрович Данилюк?, Vladimir Aleksandrovič Daniljuk, angl. Vladimir Danilyuk; Stryj, 4 luglio 1947 – Leopoli, 28 febbraio 2024) è stato un calciatore sovietico, di ruolo attaccante.

## Carriera

### Club
Dopo tre stagioni al Neftyanik Drogobych, nel 1966 arrivò al Karpaty Lvov. Nel 1968 mise a segno 20 reti in 36 giornate di campionato, mentre nella stagione successiva siglò 15 gol in 42 partite, conquistando la Coppa dell'URSS (2-1 allo SKA Rostov in finale) al termine dell'annata. Nel 1970 la società vinse la seconda divisione sovietica. Nel 1974 mise a segno 10 marcature e nel 1975 segnò 12 reti in 30 incontri di Vysšaja Liga, piazzandosi al terzo posto nella classifica capocannonieri. Nel 1978 Daniljuk lasciò il Lvov per concludere la carriera calcistica al Kolos Nikopol'.
Totalizzò 356 presenze e 101 reti con i club, 287 incontri e 86 gol con il Karpaty e 132 partite e 42 marcature nella massima divisione sovietica.
Divenne il primatista del Karpaty per numero di reti (86), sesto per numero di presenze (287).
Morì a Leopoli il 28 febbraio 2024 all'età di 76 anni.

## Palmarès

### Club

#### Competizioni nazionali
- Kubok SSSR: 1

Karpaty Lvov: 1969
- Pervaja Liga: 1

Karpaty Lvov: 1970